# Cymothoa eremita
Cymothoa eremita är en kräftdjursart som först beskrevs av Brunnich 1783.  Cymothoa eremita ingår i släktet Cymothoa och familjen Cymothoidae. Inga underarter finns listade i Catalogue of Life.